# Rhyacophila tenebrosa
Rhyacophila tenebrosa är en nattsländeart som beskrevs av Wolfram Mey 1998. Rhyacophila tenebrosa ingår i släktet Rhyacophila och familjen rovnattsländor. Inga underarter finns listade i Catalogue of Life.